# Mathias Sommerhielm
Mathias Sommerhielm (Kolding, 1764 – Stoccolma, 1827) è stato un politico norvegese.
Fu primo ministro della Norvegia dal 1822 al 1827.